# Corneilhan
Corneilhan (okzitanisch: Cornelhan) ist eine französische Gemeinde im Département Hérault in der Region Okzitanien. Sie hat 1.632 Einwohner (Stand: 1. Januar 2022), die „Corneilhanais“ genannt werden. Corneilhan gehört zum Arrondissement Béziers und zum Kanton Béziers-2 (bis 2015: Kanton Béziers-3).

## Geographie
Corneilhan liegt sechs Kilometer nordnordwestlich vom Stadtzentrum von Béziers. Corneilhan wird umgeben von den Nachbargemeinden Pailhès im Norden, Puimisson im Nordosten, Lieuran-lès-Béziers im Osten, Béziers im Süden, Lignan-sur-Orb im Westen und Südwesten sowie Thézan-lès-Béziers im Westen und Nordwesten.

## Bevölkerungsentwicklung
| 1962                       | 1968 | 1975 | 1982 | 1990 | 1999 | 2006 | 2017 |
| -------------------------- | ---- | ---- | ---- | ---- | ---- | ---- | ---- |
| 951                        | 1017 | 1136 | 1265 | 1363 | 1536 | 1494 | 1717 |
| Quellen: Cassini und INSEE |      |      |      |      |      |      |      |

## Sehenswürdigkeiten
- römische Villen
- Kirche Saint-Léonce von 1869
- Kapelle Sainte-Marie
- Visigotische Gräber

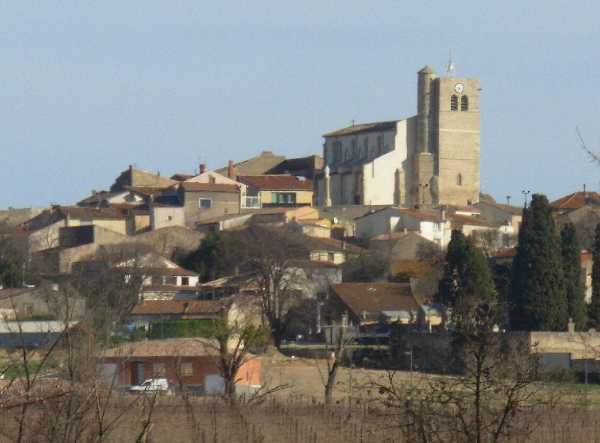
Blick auf den historischen Ortskern

- Brücke Fabrégat aus dem Jahre 1755
- Brunnen von 1781

## Gemeindepartnerschaft
Mit der französischen Gemeinde Sainte-Céronne-lès-Mortagne im Département Orne besteht seit 1898 eine Partnerschaft.